# 林仕鳳
林仕鳳（1477年—？），字鳴盛，號東岡，福建興化府莆田縣人，民籍，明朝政治人物。

## 生平
正德八年（1513年）癸酉科福建鄉試第七十九名舉人，十二年（1517年）中式丁丑科會試第七十七名，三甲第一百七十五名進士。吏部觀政，授大理寺評事，出為雲南按察司僉事，嘉靖十三年（1534年）因事謫四川達州知州，致仕。

## 家族
曾祖林宗起；祖父林汝良，壽官；父林雍，壽官。母蘇氏。具慶下。兄林仕文、林仕明、林仕傑、林仕龍。